# Justin II.
Justin II. ali Justin mlajši (latinsko Flavivs Ivstinvs Ivnior Avgvstvs, starogrško starogrško Φλάβιος Ἰουστίνος ὁ νεώτερος [Flávios Ioustínos o neóteros]) je bil cesar Bizantinskega cesarstva, ki je vladal od leta 565 do 574, * okoli 520, † 5. oktober 578.
Poročen je bil z Zofijo, nečakinjo cesarja Justinijana I. in cesarice Teodore, in zato član Justinijanove dinastije. Njegovo vladavino je zaznamovala vojna s Perzijo in izguba velikega dela Italije. 

## Vladanje

### Prihod na prestol
Justinijan I. je umrl v noči med 24. in. 15. novembrom 565. Edina priča njegove smrti je bil očitno jegov prepozit svete spalnice (praepositus sacri cubiculi) Kalinik, ki je kasneje trdil, da je cesar na smrtni postelji za svojega naslednika izbral »Justina, Vigilancijinega sina«. Dodatno pojasnilo je bilo potrebno, ker je obstajal tudi  Germanov sin Justin. Sodobni zgodovinarji domnevajo, da je Kalinik ponaredil cesarjevo zadnjo željo v korist svojih političnih zaveznikov.
Kakor koli že, Kalinik je o cesarjevi smrti najprej obvestil tiste, ki jih je najbolj zanimalo nasledstvo, se pravi nekatere člane bizantinskega senata, nato pa so skupaj obvestili  Justina in Vigilancijo. JUstinu so ponudili bizantinsko krono, katero je po tradicionalni simbolični odklonitveni  predstavi sprejel in se s soprogo  Zofijo in spremstvom odpravil v konstantinopelsko Veliko palačo. Ekskubitorji so ponoči blokirali vse vhode v cesarsko palačo, zgodaj zjutraj pa je konstantinopelski patriarh  Ivan Sholastik Justina kronal za novega avgusta. Šele potem so na konstantinopelskem hipodromu  javno objavili  Justinijanovo smrt in Justinovo kronanje.
Patriarh in poveljnik ekskubitorjev Tiberij sta bila na svoja položaja z Justinovo pomočjo imenovana malo pred cesarjevo smrtjo, zato je njuna pripravljenost, da ga podpreta pri vzponu na prestol, povsem razumljiva.
Justin je v prvih nekaj dneh svoje vladavine plačal stričeve dolgove, osebno prevzel sodstvo in razglasil splošno versko strpnost. V nasprotju s svojim stricem se je popolnoma zanesel na podporo aristokracije.

### Zunanja politika
Ponosni cesar, soočen s prazno državno blagajno, je prekinil Justinijanovo prakso podkupovanja potencialnih sovražnikov. Takoj po prihodu na prestol je ustavil izplačilo subvencij  Avarom in s tem prekinil premirje, ki je trajalo od leta 558. Potem, ko so Avari in Langobardi s skupnimi močmi uničili Gepide, od katerih je Justin dobil trdnjavo Sirmij, so se Langobardi zaradi pritiska Avarov odselili na zahod. Leta 568 so napadli Alboinovo Italijo, preplavili Padsko nižino in v nekaj letih zagospodarili v skoraj celi državi.  Avari sami so izkoristili bizantinske poskuse, da bi odpravili težave na  vzhodni meji, in leta 573 ali 574 vdrli preko Donave. Pomirilo jih je šele plačilo 60.000 srebrnikov, ki jih je plačal Justinov naslednik Tiberij.
Justin je svojo pozornost usmerjal predvsem na severno in vzhodno mejo cesarstva. Leta 572 je odklonil plačilo mirovnega davka Perzijcem, kar je v kombinaciji s poskusi zbližanja s Turki povzročijo vojno s Sasanidskim cesarstvom. Po dveh katastrofalnih vojnih pohodih, v katerih so Perzijci preplavili Sirijo in osvojili pomembno trdnjavo Dara, je Justin menda  izgubil razum.

## Odstop in nasledstvo
Na občasne napade norosti so Justina opozarjali njegovi kolegi in sorodniki, vendar se zanje ni menil. Po nasvetu cesarice Zofije je decembra 574 posinovil  generala Tiberija  in ga imenoval za cezarja, potem pa se je umaknil v pokoj. Zofija je morala leta 574 za enoletno premirje s Sasanidi Kozravu I. plačati 45.000 solidusov.
Zofija in Tiberij sta kot regenta vladala štiri leta, medtem pa se je Justinov um stalno slabšal. Leta 578 je umrl. Nasledil ga je Tiberij kot Tiberij II. Konstantin.

### Primarni viri
- Evagrij. Cerkvena zgodovina. Angleški prevod Edward Walford  (1846). The Ecclesiastical History of Evagrius: A History of the Church from AD 431 to AD 594. Ponatis 2008. Evolution Publishing, ISBN 978-1-889758-88-6.

### Sekundarni viri
- Browning, Robert (2003). Justinian and Theodora. Gorgias Press LLC, ISBN 1-59333-053-7.
- Evans, James Allan Stewart (2000). The age of Justinian: the circumstances of imperial power. Routledge, ISBN 0-415-23726-2-
- Garland, Lynda (1999). Byzantine empresses: women and power in Byzantium, AD 527–1204. CRC Press, ISBN 0-203-02481-8.
- Martindale, John R.; Jones, Arnold H.M.; Morris, J., ur. (1980). The Prosopography of the Later Roman Empire. II: A.D. 395–527. Cambridge: Cambridge University Press. ISBN 978-0-521-20159-9.
- Martindale, John R.; Jones, Arnold H.M.; Morris, J., ur. (1992). The Prosopography of the Later Roman Empire. III: A.D. 527–641. Cambridge: Cambridge University Press. ISBN 978-0-521-20160-5.

| Justin II. Justinijanova dinastijaRojen: okoli 520 Umrl: 578  |                                                                              |                                                          |
| Vladarski nazivi                                              |                                                                              |                                                          |
| Predhodnik: Justinijan I.                                     | Cesar Bizantinskega cesarstva 565–578 z Tiberijem II. Konstantinom (574–578) | Naslednik: Tiberij II. Konstantin                        |
| Politične funkcije                                            |                                                                              |                                                          |
| Predhodnik: Anicij Faust Albin Bazilij leta 541, nato ukinjen | Rimski konzul 566                                                            | Naslednik: ukinjen, nato Tiberij II. Konstantin leta 579 |